# Cors Kleijwegt
Corstiaan (Cors) Kleijwegt (Maassluis, 1 december 1899 - Nijmegen, 25 augustus 1967) was een Nederlands politicus.
Kleijwegt was een protestantse doorbraak-socialist die eind jaren veertig landelijke bekendheid genoot als lid van het populaire VARA-programma Radio-Olympus. Hij had vele kerkelijke en politieke activiteiten. Hij was vicevoorzitter van de PvdA, raadslid, Statenlid en sinds juli 1956 Tweede Kamerlid. Daarnaast was hij voorzitter van de bijzondere commissie die de behandeling van de ontwerp-Wet op het voortgezet onderwijs (Mammoetwet) voorbereidde. Hij ging als woordvoerder van de PvdA pas na aarzeling akkoord met dit wetsvoorstel wegens de achterstelling van het openbaar onderwijs. Hij was ook woordvoerder omroepzaken.
- Biografisch Portaal: 64209033
- Parlement.com: vg09ll29nbt9